# Eritema solare

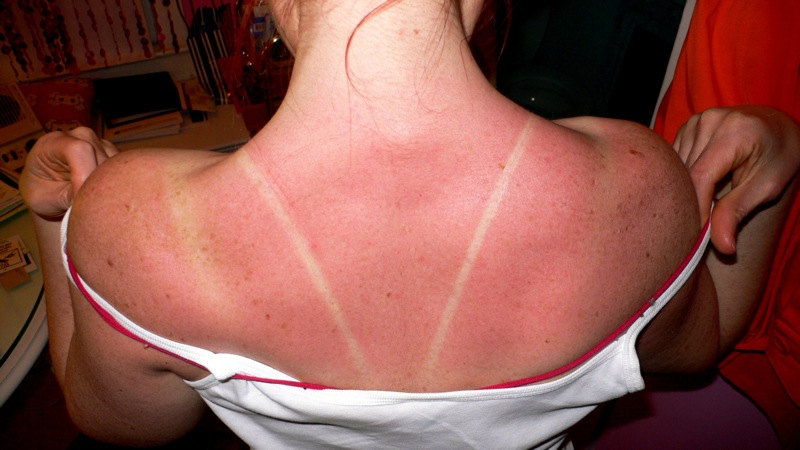
Eritema solare, facilmente visibile per via dell'impronta del costume sulla pelle

Per eritema solare nella sua forma diretta acuta, in campo medico si intende una ustione di primo grado che si manifesta successivamente ad una prolungata esposizione ai raggi UV, senza la dovuta protezione o comunque con una protezione inadeguata. Per la comparsa di tale eritema, di solito si attendono diverse ore (6-12) dopo l'esposizione, che variano a seconda della gravità (vescicole e bolle sulla cute, se ustione di II grado). Istologicamente compaiono delle discheratosi, e solitamente l'eritema si risolve in 4-5 giorni, lasciando una iperpigmentazione conosciuta come abbronzatura.

## Cause
La causa dell'eritema solare è da ricercare nella sovra-esposizione ai raggi UVB che provoca una modifica del DNA nelle cellule. Il sistema immunitario riconosce quindi queste cellule come malate e "ripara" il danno, causando l'arrossamento.

## Tipologia
Erroneamente si intende anche la lucite estivale benigna, forma di dermatite polimorfa solare, come una forma di eritema solare.

## Sintomatologia
I sintomi e i segni clinici presentano prurito, dolore, senso di bruciore, presenza di bolle, sincope.

## Eziologia
L'assunzione prolungata di raggi UVB è causa principale.

## Terapia
Il trattamento può comprendere, nei casi medio-gravi, la somministrazione di farmaci ad uso topico, come i corticosteroidi, oppure gli antistaminici (isotipendile, clorfenamina maleato ed altri).